# Novooleksandrivka, Iemilciîne
Novooleksandrivka (în ucraineană Новоолександрівка) este un sat în comuna Hannopil din raionul Iemilciîne, regiunea Jîtomîr, Ucraina.

## Demografie
Componența lingvistică a localității Novooleksandrivka
     Ucraineană (100%)
Conform recensământului din 2001, toată populația localității Novooleksandrivka era vorbitoare de ucraineană (100%).